# Joely Richardson
Joely Richardson, nom amb què es coneix Joely Kim Richardson (Marylebone, Londres, 9 de gener de 1965) és una actriu anglesa de teatre, cinema i televisió, coneguda pel seu paper de Julia McNamara a la sèrie Nip/Tuck (2003–10), i de Caterina Parr a la sèrie The Tudors (2010). També ha aparegut en pel·lícules com Sister My Sister (1994), 101 Dalmatians (1996), Event Horizon (1997), El patriota (2000), Return to Me (2000), Anonymous (2011), Millennium: Els homes que no estimaven les dones (2011), Endless Love (2014), i Red Sparrow (2018).
Forma part de la família Redgrave, ja que és filla de l'actriu Vanessa Redgrave i del director Tony Richardson, neta dels actors Sir Michael Redgrave i Rachel Kempson, Lady Redgrave, neboda dels actors Lynn Redgrave i Corin Redgrave, i cosina de l'actriu Jemma Redgrave. La seva germana. la també actriu Natasha Richardson (1963–2009), era dona de l'actor Liam Neeson.
L'any 1994 va rebre el Premi a la millor actriu a la Setmana Internacional de Cinema de Valladolid per Sister My Sister, ex aequo amb Jodhi May. També ha estat nominada al Globus d'Or a la millor actriu en sèrie de televisió dramàtica els anys 2004 i 2005 i al Satellite en la mateixa categoria el 2004 per Nip/Tuck, així com a l'Independent Spirit Award de 1999 a la millor actriu secundària per Under Heaven.

## Filmografia
| Any  | Títol                                                                              | Personatge                  |
| ---- | ---------------------------------------------------------------------------------- | --------------------------- |
| 1984 | L'hotel New Hampshire (The Hotel New Hampshire)                                    | cambrera                    |
| 1985 | Wetherby                                                                           | Jean Travers (jove)         |
| 1987 | Body Contact                                                                       | Dominique                   |
| 1988 | Drowning by Numbers                                                                | Cissie Colpitts 3           |
| 1989 | A proposito di quella strana ragazza                                               | Giovanna Serafin (Maria)    |
| 1991 | King Ralph                                                                         | Princesa Anna de Finlàndia  |
| 1992 | Rebecca's Daughters                                                                | Rhiannon                    |
| 1992 | Shining Through                                                                    | Margrete Von Eberstein      |
| 1994 | Sister My Sister                                                                   | Christine Papin             |
| 1995 | I'll Do Anything                                                                   | Cathy Breslow               |
| 1996 | Llac Ness (Loch Ness)                                                              | Laura McFetridge            |
| 1996 | 101 Dalmatians                                                                     | Anita Campbell-Green-Dearly |
| 1996 | Hollow Reed                                                                        | Hannah                      |
| 1997 | Event Horizon                                                                      | Tinent Starck               |
| 1998 | Under Heaven                                                                       | Eleanor Dunston             |
| 1998 | Wrestling with Alligators                                                          | Claire                      |
| 1998 | The Tribe                                                                          | Emily                       |
| 2000 | Maybe baby: Un bebè molt desitjat (Maybe Baby)                                     | Lucy Bell                   |
| 2000 | Return to Me                                                                       | Elizabeth Rueland           |
| 2000 | El patriota (The Patriot)                                                          | Charlotte Selton            |
| 2001 | El misteri del collaret (The Affair of the Necklace)                               | Maria Antonieta d'Àustria   |
| 2003 | Shoreditch                                                                         | Butterfly                   |
| 2003 | Fallen Angel                                                                       |                             |
| 2004 | The Fever                                                                          | dona als 30                 |
| 2007 | The Last Mimzy                                                                     | Jo Wilder                   |
| 2007 | The Christmas Miracle of Jonathan Toomey                                           | Susan McDowel               |
| 2011 | Anonymous                                                                          | Reina Elisabet I (jove)     |
| 2011 | Millennium: Els homes que no estimaven les dones (The Girl with the Dragon Tattoo) | Anita Vanger/Harriet Vanger |
| 2012 | Llums vermells                                                                     | Monica Handsen              |
| 2012 | Thanks for Sharing                                                                 | Katie                       |
| 2013 | The Devil's Violinist                                                              | Ethel Langham               |
| 2014 | Vampire Academy                                                                    | Reina Tatiana Ivashkov      |
| 2014 | Endless Love                                                                       | Ann Butterfield             |
| 2014 | Maggie                                                                             | Caroline Vogel              |
| 2015 | Papa: Hemingway in Cuba                                                            | Mary Hemingway              |
| 2016 | Snowden                                                                            | Janine Gibson               |
| 2016 | Fallen                                                                             | Sophia Bliss                |
| 2017 | The Hatton Garden Job                                                              | Erzebet Zslondos            |
| 2017 | The Time of Their Lives                                                            | Lucy                        |
| 2018 | Red Sparrow                                                                        | Nina                        |
| 2018 | In Darkness                                                                        | Alix                        |
| 2018 | The Aspern Papers                                                                  | Miss Tina                   |
| 2018 | Surviving Christmas with the Relatives                                             | Lyla                        |